# Прядовка
Прядивка (укр. Прядівка) — село,
Прядовский сельский совет,
Царичанский район,
Днепропетровская область,
Украина.
Код КОАТУУ — 1225684401. Население по переписи 2023 года составляло 1577 человека.
Является административным центром Прядивского сельского совета, в который не входят другие населённые пункты.

## Географическое положение
Село Прядивка находится на берегу реки Прядовка,
выше по течению примыкает село Топчино (Магдалиновский район),
ниже по течению на расстоянии в 4 км расположены сёла Калиновка и Пилиповка.Через село проходит автомобильная дорога Т-0413.

## История
- Село основано в XVIII веке. Жители засевали берега реки коноплёй (прядиво), от чего и произошло название реки, а со временем и села.
- В 1863 году, после постройки церкви Александра Невского, село переименовали в Новоалександровка. Но это название не прижилось.
- В 50-х годах XX века в Прядивку переехал из Петриковки священник Константин Гаврилович Коробчанский[2], когда там еще была церковь. Но когда в 60-х годах Советская власть закрыла этот храм, отец Константин проводил церковные обряды дома или на выезде.

## Экономика
- ООО «Господар».
- ООО «Агрофирма „Виктория“».
- ФХ «Каскад».

## Объекты социальной сферы
- Школа.
- Детский сад.
- Больница.
- Дом культуры.

## Достопримечательности
- Братская могила советских воинов.